# Cylindromyia cuspidata
Cylindromyia cuspidata är en tvåvingeart som beskrevs av Cantrell 1984. Cylindromyia cuspidata ingår i släktet Cylindromyia och familjen parasitflugor. Inga underarter finns listade i Catalogue of Life.